# EFL Cup 2020/21
Der EFL Cup 2020/21 (alternativ nach dem Sponsoren Carabao Cup) war die 61. Austragung des Turniers. Alle 92 Vereine der vier oberen englischen Ligen 2020/21 nahmen am Wettbewerb teil.
Der Wettbewerb begann am 29. August 2020 mit der ersten Runde.

## Modus
Gemäß der Änderungen von 2018 wurde die Verlängerung abgeschafft, bei einem Gleichstand nach der regulären Spiel- inklusive Nachspielzeit wurde die Partie im Elfmeterschießen entschieden, ausgenommen war das Endspiel. Darüber hinaus wurden die Gruppen (Northern/Southern Section) abgeschafft, jedoch wurde weiterhin auf eine regionale Nähe der jeweiligen Kontrahenten geachtet.

## Termine
| Runde         | Termine                         |
| ------------- | ------------------------------- |
| Erste Runde   | 29. August – 5. September 2020  |
| Zweite Runde  | 15. – 16. September 2020        |
| Dritte Runde  | 22. – 23. September 2020        |
| Achtelfinale  | 29. – 30. September 2020        |
| Viertelfinale | 22. – 23. Dezember 2020         |
| Halbfinale    | 5. – 6. Januar 2021             |
| Finale        | 28. Februar 2021 25. April 2021 |

## Erste Runde
Die Auslosung für die erste Runde wurde von Paul Merson durchgeführt.
An der ersten Runde nahmen 70 Vereine teil. 13 Vereine der Premier League 2020/21 stiegen zusammen mit den Championship-Klubs AFC Bournemouth und FC Watford in der zweiten Runde in den Wettbewerb ein. Erst in der dritten Runde kamen wegen ihrer internationalen Beteiligungen der FC Arsenal, der FC Chelsea, Leicester City, der FC Liverpool, Manchester City, Manchester United und Tottenham Hotspur hinzu.
Ausgetragen wurden die Begegnungen zwischen dem 29. August und 6. September 2020.
| Datum                        |                           | Ergebnis        |                          |
| ---------------------------- | ------------------------- | --------------- | ------------------------ |
| 29. August 2020, 15:00 BST   | Blackburn Rovers (II)     | 3:2             | Doncaster Rovers (III)   |
| 29. August 2020, 15:00 BST   | Preston North End (II)    | 4:0             | Mansfield Town (IV)      |
| 29. August 2020, 15:00 BST   | FC Stevenage (IV)         | 3:3 (1:3 n. E.) | FC Portsmouth (III)      |
| 29. August 2020, 15:00 BST   | Stoke City (II)           | 0:0 (5:4 n. E.) | FC Blackpool (III)       |
| 4. September 2020, 17:30 BST | FC Middlesbrough (II)     | 4:3             | Shrewsbury Town (III)    |
| 4. September 2020, 19:30 BST | Burton Albion (III)       | 1:1 (4:2 n. E.) | Accrington Stanley (III) |
| 5. September 2020, 12:00 BST | Derby County (II)         | 0:0 (3:2 n. E.) | AFC Barrow (IV)          |
| 5. September 2020, 12:30 BST | Plymouth Argyle (III)     | 3:2             | Queens Park Rangers (II) |
| 5. September 2020, 13:00 BST | Crawley Town (IV)         | 1:3             | FC Millwall (II)         |
| 5. September 2020, 13:00 BST | FC Gillingham (III)       | 1:0             | Southend United (IV)     |
| 5. September 2020, 14:00 BST | Bristol City (II)         | 2:0             | Exeter City (IV)         |
| 5. September 2020, 14:15 BST | FC Walsall (IV)           | 0:0 (2:4 n. E.) | Sheffield Wednesday (II) |
| 5. September 2020, 15:00 BST | FC Barnsley (II)          | 1:0             | Nottingham Forest (II)   |
| 5. September 2020, 15:00 BST | Birmingham City (II)      | 0:1             | Cambridge United (IV)    |
| 5. September 2020, 15:00 BST | Bolton Wanderers (IV)     | 1:2             | Bradford City (IV)       |
| 5. September 2020, 15:00 BST | Crewe Alexandra (III)     | 1:2             | Lincoln City (III)       |
| 5. September 2020, 15:00 BST | Fleetwood Town (III)      | 3:2             | Wigan Athletic (III)     |
| 5. September 2020, 15:00 BST | Forest Green Rovers (IV)  | 1:2             | Leyton Orient (IV)       |
| 5. September 2020, 15:00 BST | Grimsby Town (IV)         | 1:1 (3:4 n. E.) | FC Morecambe (IV)        |
| 5. September 2020, 15:00 BST | Huddersfield Town (II)    | 0:1             | AFC Rochdale (III)       |
| 5. September 2020, 15:00 BST | Ipswich Town (III)        | 3:0             | Bristol Rovers (III)     |
| 5. September 2020, 15:00 BST | Luton Town (II)           | 3:1             | Norwich City (II)        |
| 5. September 2020, 15:00 BST | Milton Keynes Dons (III)  | 0:1             | Coventry City (II)       |
| 5. September 2020, 15:00 BST | AFC Newport County (IV)   | 2:0             | Swansea City (II)        |
| 5. September 2020, 15:00 BST | Northampton Town (III)    | 3:0             | Cardiff City (II)        |
| 5. September 2020, 15:00 BST | Oldham Athletic (IV)      | 3:0             | Carlisle United (IV)     |
| 5. September 2020, 15:00 BST | Oxford United (III)       | 1:1 (4:3 n. E.) | AFC Wimbledon (II)       |
| 5. September 2020, 15:00 BST | Peterborough United (III) | 0:1             | Cheltenham Town (IV)     |
| 5. September 2020, 15:00 BST | FC Reading (II)           | 3:1             | Colchester United (IV)   |
| 5. September 2020, 15:00 BST | Salford City (IV)         | 1:1 (4:2 n. E.) | Rotherham United (II)    |
| 5. September 2020, 15:00 BST | Scunthorpe United (IV)    | 1:2             | Port Vale (IV)           |
| 5. September 2020, 15:00 BST | AFC Sunderland (III)      | 0:0 (4:5 n. E.) | Hull City (III)          |
| 5. September 2020, 15:00 BST | Swindon Town (III)        | 1:3             | Charlton Athletic (III)  |
| 5. September 2020, 15:00 BST | Tranmere Rovers (IV)      | 1:1 (7:8 n. E.) | Harrogate Town (IV)      |
| 6. September 2020, 12:00 BST | FC Brentford (II)         | 1:1 (4:2 n. E.) | Wycombe Wanderers (II)   |

## Zweite Runde
In der zweiten Runde stiegen die 13 Premier-League-Vereine ein, die sich in der letzten Saison nicht für einen europäischen Wettbewerb qualifiziert hatten, sowie AFC Bournemouth und FC Watford aus der English Football League. Die Auslosung fand am 6. September 2020 statt. Ausgetragen wurden die Begegnungen zwischen dem 15. und 17. September 2020.
| Datum                         |                             | Ergebnis          |                          |
| ----------------------------- | --------------------------- | ----------------- | ------------------------ |
| 15. September 2020, 18:00 BST | FC Gillingham (III)         | 1:1 (5:4 i. E.)   | Coventry City (II)       |
| 15. September 2020, 18:00 BST | FC Middlesbrough (II)       | 0:2               | FC Barnsley (II)         |
| 15. September 2020, 18:00 BST | FC Millwall (II)            | 3:1               | Cheltenham Town (IV)     |
| 15. September 2020, 18:00 BST | FC Reading (II)             | 0:1               | Luton Town (II)          |
| 15. September 2020, 18:30 BST | Derby County (II)           | 1:2               | Preston North End (II)   |
| 15. September 2020, 19:00 BST | Bradford City (IV)          | 0:5               | Lincoln City (III)       |
| 15. September 2020, 19:00 BST | Fleetwood Town (III)        | 2:1               | Port Vale (IV)           |
| 15. September 2020, 19:00 BST | AFC Newport County (IV)     | 1:0               | Cambridge United (IV)    |
| 15. September 2020, 19:00 BST | Oxford United (III)         | 1:1 (0:3 i. E.)   | FC Watford (II)          |
| 15. September 2020, 19:30 BST | Newcastle United (I)        | 1:0               | Blackburn Rovers (II)    |
| 15. September 2020, 19:30 BST | West Ham United (I)         | 3:0               | Charlton Athletic (III)  |
| 15. September 2020, 19:45 BST | AFC Bournemouth (II)        | 0:0 (11:10 i. E.) | Crystal Palace (I)       |
| 15. September 2020, 19:45 BST | Burton Albion (III)         | 1:3               | Aston Villa (I)          |
| 15. September 2020, 19:45 BST | Leyton Orient (IV)          | 3:2               | Plymouth Argyle (III)    |
| 15. September 2020, 19:45 BST | FC Morecambe (IV)           | 1:0               | Oldham Athletic (IV)     |
| 15. September 2020, 19:45 BST | AFC Rochdale (III)          | 0:2               | Sheffield Wednesday (II) |
| 16. September 2020, 18:00 BST | West Bromwich Albion (I)    | 3:0               | Harrogate Town (IV)      |
| 16. September 2020, 19:00 BST | Ipswich Town (III)          | 0:1               | FC Fulham (I)            |
| 16. September 2020, 19:45 BST | Bristol City (II)           | 4:0               | Northampton Town (III)   |
| 16. September 2020, 19:45 BST | Leeds United (I)            | 1:1 (8:9 i. E.)   | Hull City (III)          |
| 16. September 2020, 19:45 BST | FC Southampton (I)          | 0:2               | FC Brentford (II)        |
| 16. September 2020, 20:15 BST | FC Everton (I)              | 3:0               | Salford City (IV)        |
| 17. September 2020, 17:30 BST | FC Burnley (I)              | 1:1 (5:4 i. E.)   | Sheffield United (I)     |
| 17. September 2020, 19:00 BST | Wolverhampton Wanderers (I) | 0:1               | Stoke City (II)          |
| 17. September 2020, 19:45 BST | Brighton & Hove Albion (I)  | 4:0               | FC Portsmouth (III)      |

## Dritte Runde
Ab der dritten Runde traten auch die sieben Vereine an, die sich für die laufende Saison für die europäischen Wettbewerbe qualifiziert hatten. Die Auslosung fand am 6. September 2020. Ausgetragen wurden die Begegnungen zwischen dem 22. und 24. September 2020.
| Datum                         |                          | Ergebnis        |                            |
| ----------------------------- | ------------------------ | --------------- | -------------------------- |
| 22. September 2020, 19:00 BST | AFC Newport County (IV)  | 3:1             | FC Watford (II)            |
| 22. September 2020, 19:00 BST | West Bromwich Albion (I) | 2:2 (4:5 i. E.) | FC Brentford (II)          |
| 22. September 2020, 19:30 BST | West Ham United (I)      | 5:1             | Hull City (III)            |
| 22. September 2020, 20:15 BST | Luton Town (II)          | 0:3             | Manchester United (I)      |
| 23. September 2020, 19:00 BST | FC Fulham (I)            | 2:0             | Sheffield Wednesday (II)   |
| 23. September 2020, 19:00 BST | FC Millwall (II)         | 0:2             | FC Burnley (I)             |
| 23. September 2020, 19:00 BST | Preston North End (II)   | 0:2             | Brighton & Hove Albion (I) |
| 23. September 2020, 19:00 BST | Stoke City (II)          | 1:0             | FC Gillingham (III)        |
| 23. September 2020, 19:45 BST | FC Chelsea (I)           | 6:0             | FC Barnsley (II)           |
| 23. September 2020, 19:45 BST | Fleetwood Town (III)     | 2:5             | FC Everton (I)             |
| 23. September 2020, 19:45 BST | Leicester City (I)       | 0:2             | FC Arsenal (I)             |
| 23. September 2020, 19:45 BST | FC Morecambe (IV)        | 0:7             | Newcastle United (I)       |
| 24. September 2020, 19:00 BST | Bristol City (II)        | 0:3             | Aston Villa (I)            |
| 24. September 2020, 19:45 BST | Lincoln City (III)       | 2:7             | FC Liverpool (I)           |
| 24. September 2020, 19:45 BST | Manchester City (I)      | 2:1             | AFC Bournemouth (II)       |
| nicht ausgetragen 1           | Leyton Orient (IV)       | –               | Tottenham Hotspur (I)      |

## Achtelfinale
Die Auslosung fand am 17. September 2020 statt. Ausgetragen wurden die Begegnungen zwischen dem 29. September und 1. Oktober 2020.
| Datum                         |                            | Ergebnis        |                       |
| ----------------------------- | -------------------------- | --------------- | --------------------- |
| 29. September 2020, 19:45 BST | Tottenham Hotspur (I)      | 1:1 (5:4 i. E.) | FC Chelsea (I)        |
| 30. September 2020, 17:30 BST | AFC Newport County (IV)    | 1:1 (4:5 i. E.) | Newcastle United (I)  |
| 30. September 2020, 19:00 BST | FC Burnley (I)             | 0:3             | Manchester City (I)   |
| 30. September 2020, 19:45 BST | Brighton & Hove Albion (I) | 0:3             | Manchester United (I) |
| 30. September 2020, 19:45 BST | FC Everton (I)             | 4:1             | West Ham United (I)   |
| 1. Oktober 2020, 17:30 BST    | FC Brentford (II)          | 3:0             | FC Fulham (I)         |
| 1. Oktober 2020, 19:00 BST    | Aston Villa (I)            | 0:1             | Stoke City (II)       |
| 1. Oktober 2020, 19:45 BST    | FC Liverpool (I)           | 0:0 (4:5 i. E.) | FC Arsenal (I)        |

## Viertelfinale
Die Auslosung fand am 1. Oktober 2020 statt. Ausgetragen wurden die Begegnungen am 22. und 23. Dezember 2020.
| Datum                        |                   | Ergebnis |                       |
| ---------------------------- | ----------------- | -------- | --------------------- |
| 22. Dezember 2020, 17:30 GMT | FC Brentford (II) | 1:0      | Newcastle United (I)  |
| 22. Dezember 2020, 20:00 GMT | FC Arsenal (I)    | 1:4      | Manchester City (I)   |
| 23. Dezember 2020, 17:30 GMT | Stoke City (II)   | 1:3      | Tottenham Hotspur (I) |
| 23. Dezember 2020, 20:00 GMT | FC Everton (I)    | 0:2      | Manchester United (I) |

## Halbfinale
Die Auslosung fand am 23. Dezember 2020 statt. Ausgetragen wurden die Begegnungen am 5. und 6. Januar 2021.
| Datum                     |                       | Ergebnis |                     |
| ------------------------- | --------------------- | -------- | ------------------- |
| 5. Januar 2021, 19:45 GMT | Tottenham Hotspur (I) | 2:0      | FC Brentford (II)   |
| 6. Januar 2021, 19:45 GMT | Manchester United (I) | 0:2      | Manchester City (I) |

## Finale
| Tottenham Hotspur                                             | Tottenham Hotspur | Manchester City | Manchester City | Aufstellung                                         |
| ------------------------------------------------------------- | --- | --- | --------------- | --------------------------------------------------- |
| Tottenham Hotspur                                             | \| 25. April 2021 um 16:00 Uhr (GMT) in London (Wembley-Stadion) \| \| Ergebnis: 0:1 (0:0) \| \| Zuschauer: 7.773 \| \| Schiedsrichter: Paul Tierney (Lancashire) \| \| Spielbericht \|                                                                                         | \| 25. April 2021 um 16:00 Uhr (GMT) in London (Wembley-Stadion) \| \| Ergebnis: 0:1 (0:0) \| \| Zuschauer: 7.773 \| \| Schiedsrichter: Paul Tierney (Lancashire) \| \| Spielbericht \|                                                  | Manchester City | Aufstellung Tottenham Hotspur gegen Manchester City |
| Tottenham Hotspur                                             | Hugo Lloris – Serge Aurier (90. Steven Bergwijn), Toby Alderweireld, Eric Dier, Sergio Reguilón – Pierre Emile Højbjerg (84. Dele Alli), Harry Winks – Lucas Moura (67. Moussa Sissoko), Giovani Lo Celso (67. Gareth Bale), Son Heung-min – Harry Kane Cheftrainer: Ryan Mason | Zack Steffen – Kyle Walker, Rúben Dias, Aymeric Laporte, João Cancelo – Fernandinho (84. Rodri), İlkay Gündoğan – Riyad Mahrez, Kevin De Bruyne (87. Bernardo Silva), Raheem Sterling – Phil Foden Cheftrainer: Pep Guardiola ( Spanien) | Manchester City | Aufstellung Tottenham Hotspur gegen Manchester City |
| Tottenham Hotspur                                             | 0:1 Aymeric Laporte (82.) | | Manchester City | Aufstellung Tottenham Hotspur gegen Manchester City |
| Tottenham Hotspur                                             | Sergio Reguilón (27.) | Aymeric Laporte (45.), Fernandinho (59.) | Manchester City | Aufstellung Tottenham Hotspur gegen Manchester City |
| 25. April 2021 um 16:00 Uhr (GMT) in London (Wembley-Stadion) | | |                 |                                                     |
| Ergebnis: 0:1 (0:0)                                           | | |                 |                                                     |
| Zuschauer: 7.773                                              | | |                 |                                                     |
| Schiedsrichter: Paul Tierney (Lancashire)                     | | |                 |                                                     |
| Spielbericht                                                  | | |                 |                                                     |